# Вулакомб

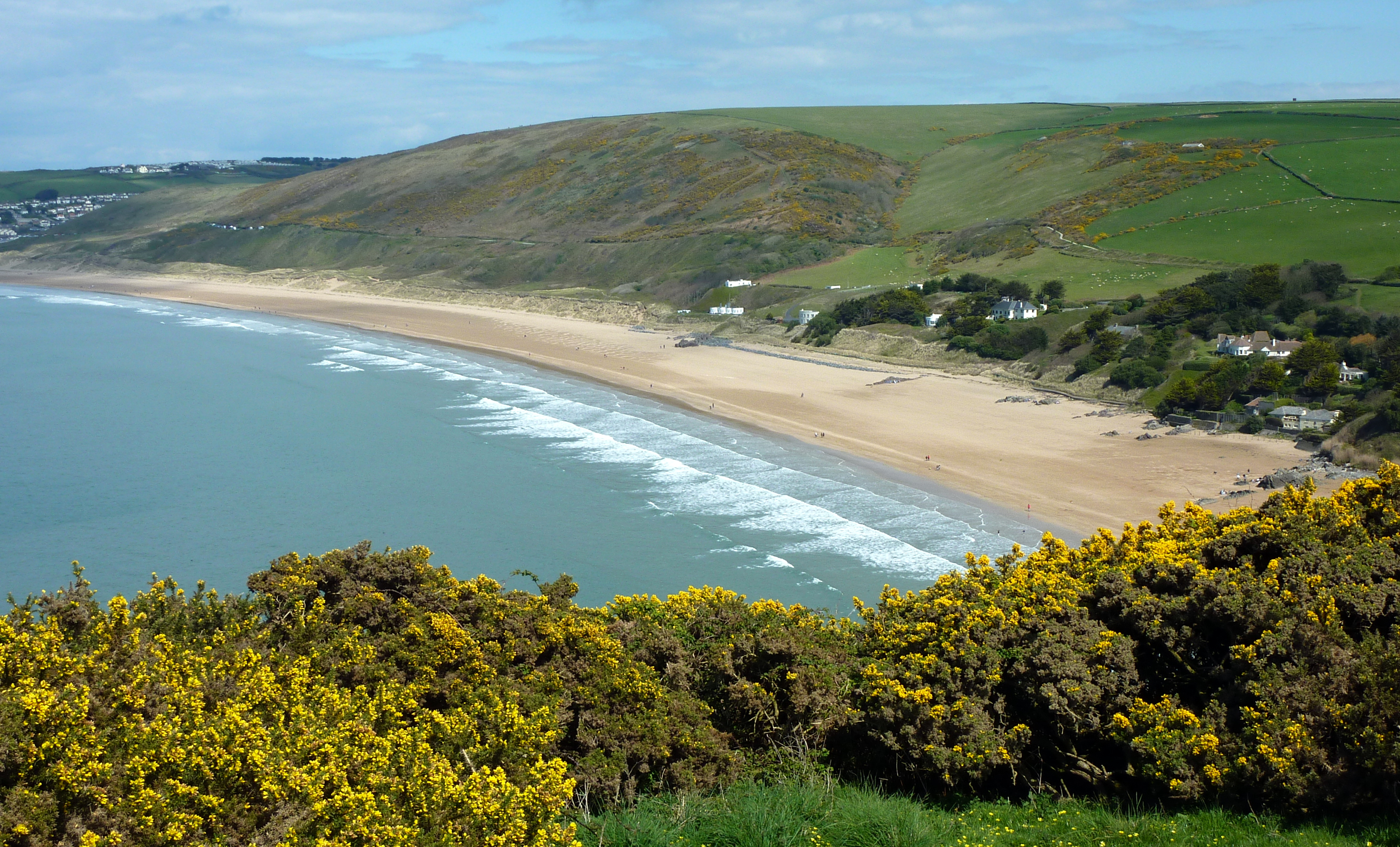

Вулакомб (англ. Woolacombe) — курорт і пляж, що знаходиться на узбережжі Бристольської затоки Атлантичного океану, в районі Північний Девон графства Девон, на південному заході Великої Британії.

## Історія
До 1948 року Вулакомб перебував у приватній власності — пляжем володіла родина Чічестер, пращури яких викупили ці землі в XII столітті, під час правління короля Генріха I. Однак після смерті леді Розалі — останньої представниці роду Чічестер — маєтки родини, в тому числі пляж Вулакомб, перейшли під управління Національного фонду — британської некомерційної організації, створеної для охорони історичної і природної спадщини країни. Під час Другої світової війни на узбережжі проходили навчання морської піхоти і підготовка спецоперації «Оверлорд» по вторгненню в Нормандію: протяжний Вулакомб за формою нагадував територію Омаха-біч — одного з п'яти секторів вторгнення сил союзників в окуповану Німеччиною Францію.

## Туризм

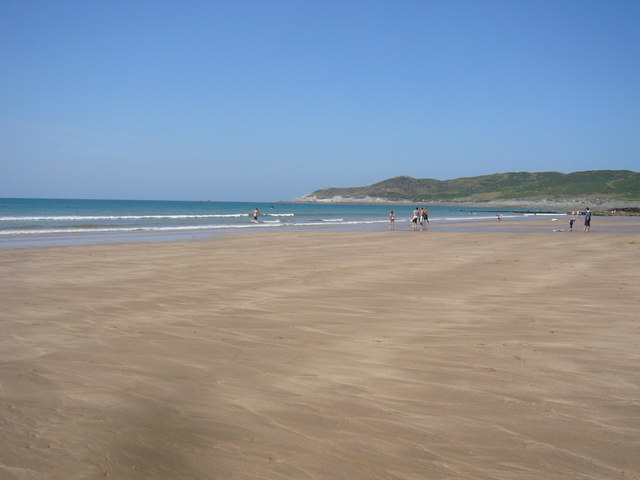

Пляж Вулакомб вважається одним з найкращих в Англії. Цей сімейний курорт є володарем численних нагород, у тому числі — «Блакитного прапора» за чистоту узбережжя і води. Пляж, що розтягнувся на п'ять кілометрів, оточений мальовничими піщаними дюнами і низкою готелів і кемпінгів.
Літній сезон офіційно відкривається 5 травня і закривається 30 вересня. У ці місяці на пляжі чергують рятувальні служби. Найкращий час для відпочинку на пляжі Вулакомб — з кінця червня до початку вересня. У цей період повітря прогрівається до + 22 °C, а вода — до + 19 °С.
Вулакомб — один з найбільших на південному заході Англії центром активних видів спорту. Тут створені відмінні можливості для занять серфінгом, віндсерфінгом, парапланеризмом, каякінгом і вітрильним спортом. Також можна покататися уздовж узбережжя на конях, вирушити на глибоководну риболовлю, на барбекю на сусідні острови або в круїз для спостереження за дельфінами і тюленями.